# Tomoya Ando
Tomoya Ando (Toyota, 10 de enero de 1999) es un futbolista japonés que juega en la demarcación de defensa para el Avispa Fukuoka de la J1 League.

## Selección nacional
Tras jugar en las categorías inferiores de la selección, finalmente hizo su debut con la selección absoluta de Japón el 8 de julio de 2025 contra Hong Kong en un partido del Campeonato de Fútbol de Asia Oriental de 2025 que finalizó con un resultado de 6-1 a favor del combinado japonés tras un gol de Matt Orr para Hong Kong, y los goles de Sōta Nakamura, Shō Inagaki y cuatro de Ryō Germain para Japón.

## Clubes
| Club           | País  | Año       | Partidos | Goles |
| -------------- | ----- | --------- | -------- | ----- |
| FC Imabari     | Japón | 2021-2023 | 46       | 7     |
| Oita Trinita   | Japón | 2023-2024 | 68       | 2     |
| Avispa Fukuoka | Japón | 2025-     | 26       | 4     |

## Palmarés

### Títulos internacionales
| Título                                | Equipo             | Sede          | Año  |
| ------------------------------------- | ------------------ | ------------- | ---- |
| Campeonato de Fútbol de Asia Oriental | Selección de Japón | Corea del Sur | 2025 |